# Marco Antônio Primo
Marco Antônio (português brasileiro) ou Antônio (português europeu) Primo  (em latim: Marcus Antonius Primus, n. entre 20 e 35 d.C. – m. depois de 81) foi um político e militar do Império Romano, nascido em Tolosa, na Gália.
No reinado de Galba, assumiu o comando da Legio VII Gemina, na Panônia. Durante a guerra civil de 68/69, conhecida como o Ano dos quatro imperadores, uniu-se a Vespasiano e avançou para a península Itálica, obtendo, em outubro de 69,  uma vitória decisiva contra Vitélio na Segunda Batalha de Bedríaco, e incendiando esse mesmo dia Cremona. Após o saque da cidade continuou avançando para Roma, onde penetrou após fazer frente a uma enconada oposição. Vitélio foi apreendido e executado e, durante os dias seguintes, Primo exerceu como governador até a chegada do governador da Síria Caio Licínio Muciano, que o depôs.
Marcial lhe dedicou alguns de seus epigramas. Tácito descreve-o como um homem valente, um hábil orador e de grande inteligência, poderoso em tempos turbulentos, mas cobiçoso, extravagante e vil durante a paz, não sendo um inimigo ao qual subestimar.